# Baekje Hill
Der Baekje Hill ist ein 208 m hoher Hügel auf King George Island im Archipel der Südlichen Shetlandinseln. Auf der Barton-Halbinsel ragt er westsüdwestlich des Silla Hill auf.
Südkoreanische Wissenschaftler benannten ihn nach dem Königreich Baekje, das von 234 bis 660 auf dem Gebiet des heutigen Südkoreas bestand.